# اوریجن پاگانی
اوریجن پاگانی (یونانی: Ὠριγένης؛ اوایل قرن سوم میلادی) فیلسوف افلاطونی بود که در اسکندریه زندگی می‌کرد. او شاگرد آمونیوس ساکاس که با فلوطین در مدرسه فلسفی آمونیوس در اسکندریه معاصر بود. برخی از محققان بر این باورند که این اوریجن همان فیلسوف و الهی‌دان مشهور مسیحی است که توسط آمونیوس آموزش دیده است. از او با عنوان اوریجن پاگانی یاد می‌شود تا از اوریجن مسیحی متمایز شود.
اوریجن سه بار در زندگی پلوتینوس اثر پورفیری ذکر شده است، که در آن پورفیری بسیار مهربانتر از اوریجن مسیحی او را نقل کرده است، زیرا از او متنفر بود. او همچنین چندین بار توسط پروکلس ذکر شده است، و نقل شده است که اوریجن، فلوطین و کاسیوس لونگینوس با احترام با او رفتار می‌کردند. به گفته پورفیری، فلوطین گفته است چیزی برای یاد دادن به او ندارد.
تنها وجهی از آرای فلسفی او که مشخص است، این است که او اصل اول مانند فلوطین واقعیت را ورای عقل و هستی یگانه نگذاشته است، بلکه اصل اول، عقل اعلا و موجود اولیه بود که نشان می‌دهد که دیدگاه او افلاطونیسم میانی بود تا نوافلاطونی فلوطنین.